# 彭城君
彭城君（?—?），战国时期楚国封君，名不详。
大约在楚宣王十八年（前352年），彭城君曾经和楚国令尹昭奚恤在楚宣王面前议政，楚宣王问江乙，江乙说两个人的话都有可取之处。江乙说：“二人之言皆善也，臣不敢言其後。此謂慮賢也。”